# Sisònids
Els sisònids (Seisonidae) són una família de rotífers, l'única de l'ordre Seisonacea i de la classe Pararotatoria, que viuen paràsits a les brànquies de Nebalia, un crustaci marí. Els mascles i les femelles tenen la mateixa mida. Es considera que aviat van divergir dels altres rotífers, o bé es consideren una classe separada, Pararotatoria.

## Taxonomia
Dos gèneres amb un total de 3 espècies pertanyen a Seisonidae:
- Paraseison Plate, 1887
  - Paraseison annulatus (Claus, 1876) — ectoparàsit de Nebalia[2]
- Seison Grube, 1861
  - Seison nebaliae Grube, 1861 – comensal de Nebalia[2]
  - Seison africanus Sorensen, Segers & Funch, 2005 — l'hoste es desconeix.[2]